# Die Schwester und ihre sieben Brüder
Die Schwester und ihre sieben Brüder ist ein Märchen, das im baskischen, französischen und italienischen Sprachraum bekannt ist.

## Handlung
Ein Mädchen verlässt ihr Elternhaus und begibt sich in die Welt, um seine sieben Brüder zu suchen, die die Eltern, ob ihrer Armut, schon vor seiner Geburt verlassen hatten. Es findet ihr Haus, als diese gerade nicht da sind, versteckt sich fortan darin, besorgt den Haushalt, bereitet das Essen zu und näht jede Nacht ein Hemd für seine Brüder. Dem jüngste von ihnen aber gelingt es wach zu bleiben, als seine Schwester auch ihm ein Hemd bringen will und so wird sie entdeckt sowie freudig im Hause aufgenommen.
Eines Tages aber geht ihr das Feuer aus, also begibt sie sich zu einer Nachbarin, die eine Hexe ist und zu der zu gehen ihr ihre Brüder verboten hatten. Sie bekommt das Feuer und zudem ein Päckchen Kräuter. Doch als die Schwester diese dem Fußbad der Brüder beimengt, verwandeln sich diese in sechs Kühe und eine Kuh bretonischer Rasse. Hierauf hütet sie die Kühe, bis ein König die Schöne findet und heiratet, der versprechen muss, den Kühen niemals etwas anzutun, ganz besonders nicht der bretonischen, die sie am meisten liebt.
Als der König dann verreist und die Schöne niederkommt, schleicht sich die Hexe zu ihr, um sie in einen Abgrund zu werfen und sich in ihrem Bett für sie auszugeben. Dem heimgekommenen König erzählt sie, dass ihre Veränderung der Geburt ihres Kindes zuzuschreiben sei und er, um sie schneller wieder genesen zu lassen, die bretonische Kuh töten lassen solle. Erst misstrauisch geworden, begibt sich der König dann zu den Kühen, die alle an dem Abgrund stehen, aus dem er eine Stimme sprechen hört. Er zieht schließlich seine Gemahlin heraus und nachdem die Brüder durch die Hexe zurückverwandelt wurden, lässt er diese verbrennen.

## Versionen und Hintergrund
Diese Version, die im Deutschen den Titel Die Schwester und ihre sieben Brüder erhielt, stammt aus Wentworth Websters Werk Basque legends (London 1879) und wurde von Louise Lanusse erzählt. In einer Version aus der Toskana, die im Deutschen den Titel Die sieben Brüder trägt, verzaubert eine Alte die sieben Brüder durch Mützen in Lämmer. Diese Version stammt aus Carl Webers Italienische Märchen in Toscana aus Volksmund gesammelt (Halle 1900, Nr. 5) und wurde 1884 von Angiola, der Frau eines Feldhüters, erzählt. Sie ist unter AaTh 450 einzuordnen.
Eine ähnliche französische Version, die im Deutschen ebenfalls den Titel Die sieben Brüder trägt, nennt eine Menschenfresserin, die dem Mädchen das Feuer gibt und ihr rät, die Haare dreier ihrer Brüder gegen den Strich zu kämmen, woraufhin sich diese in Schafe verwandeln. Der Mann der Menschenfresserin verwandelt die drei Brüder dann zurück, unter der Bedingung, dass er dafür jeden Morgen aus dem kleinen Finger des Mädchens saugen darf. Sie willigt ein, ihre Brüder jedoch erschlagen den Menschenfresser. Die Version stammt von G. Sébillot und aus Escounets de Lannemezan, Bigorre. Ebenfalls ähnlich ist eine französische Version aus François-Marie Luzels Werk Contes populaires de la Basse-Bretagne (Paris 1887), die aus Merville bei Lorient stammt und in der eine scheussliche Hexe neun Brüder in Lämmer verwandelt, da der älteste von ihnen sie nicht heiraten will. Der deutsche Titel lautet Die neun Brüder, die in Lämmer verwandelt wurden, und ihre Schwester.